# Dasydorylas dorsalis
Dasydorylas dorsalis är en tvåvingeart som först beskrevs av Hardy 1950.  Dasydorylas dorsalis ingår i släktet Dasydorylas och familjen ögonflugor. Inga underarter finns listade i Catalogue of Life.